# Африкански бухал
Африкански бухал (Bubo africanus) е вид птица от семейство Совови (Strigidae).

## Разпространение
Видът е разпространен в Ангола, Ботсвана, Бурунди, Габон, Замбия, Зимбабве, Йемен, Демократична република Конго, Република Конго, Кения, Лесото, Малави, Мозамбик, Намибия, Оман, Руанда, Саудитска Арабия, Свазиленд, Танзания, Уганда и Южна Африка.